# Karol Marko
Karol Marko (* 2. dubna 1966, Bratislava, Československo) je bývalý československý fotbalista a trenér, který působil České lize naposledy v roce 2012 jako hlavní trenér českého prvoligového klubu 1. FK Příbram.

## Trenérská kariéra
- (2002–2003) TJ Veľké Leváre (asistent trenéra)
- (2003–2004) ŠK Slovan Bratislava (asistent trenéra)
- (2005) Górnik Zabrze (asistent trenéra)
- (2005–2006) FK AS Trenčín (asistent trenéra)
- (2006) FK AS Trenčín
- (2007) MFK Ružomberok (asistent trenéra)
- (2007–2009) FC Vysočina Jihlava
- (2009–2010) 1. FK Příbram
- (2010) FK Dukla Banská Bystrica
- (2010–2011) FC Baník Ostrava
- (2012–2013) 1. FK Příbram
- (2013–2015) FK Rača Bratislava